# Rivas Futura (métro de Madrid)
Rivas Futura est une station de la ligne 9 du métro de Madrid. Elle est située sur le territoire de la commune de Rivas-Vaciamadrid, à Madrid en Espagne.

## Situation sur le réseau
Rivas Futura est une station de la Ligne 9 du métro de Madrid, établie entre les stations Rivas Urbanizaciones, en direction de Paco de Lucía et Rivas Vaciamadrid, en direction de Arganda del Rey.

## Histoire
La station Rivas Futura se situe sur un tronçon de la ligne 9 du métro de Madrid ouvert au public le 7 avril 1999 lors de la mise en service d'une extension au-delà de Puerta de Arganda, le nouveau terminus étant alors à Arganda del Rey. L'inauguration de Rivas Futura a lieu le 11 juillet 2008 par Esperanza Aguirre, présidente de la communauté de Madrid.
L'opérateur responsable de cette section de ligne est TFM.